# Dorte Jensen
Dorte Jensen, född den 20 oktober 1972 i Nyborg i Danmark, är en dansk seglare.
Hon tog OS-brons i yngling i samband med de olympiska seglingstävlingarna 2004 i Aten.